# Срібнянський парк
Срібня́нський парк (інша назва — Графський парк) — парк-пам'ятка садово-паркового мистецтва місцевого значення в Україні. Розташований у північній частині смт Срібне Чернігівської області.
Площа 25,8 га. Статус присвоєно згідно з рішенням Чернігівського облвиконкому від 27.04.1964 року № 236; від 10.06.1972 року № 303; від 27.12.1984 року № 454; від 28.08.1989 року № 164. Перебуває у віданні: Срібнянська селищна рада.
Статус присвоєно для збереження парку, закладеного у першій половині XIX ст. в маєтку Мусін-Пушкіних. Зростають ялини, явори, декоративні дерева і кущі. У північній частині парку розташований мальовничий став, у південній частині — селищний стадіон. 